# Championnat d'Europe féminin de basket-ball en fauteuil roulant 2019
Pour un article plus général, voir Championnat d'Europe de basket-ball en fauteuil roulant.
Cet article traite de l'épreuve féminine. Pour la compétition masculine, voir Championnat d'Europe de basket-ball en fauteuil roulant masculin 2019.
Navigation
Édition précédente Édition suivante
Le championnat d'Europe de basket-ball en fauteuil roulant féminin 2019, ou IWBF European Wheelchair Basketball Championship for Women division A (ECWA) 2019, est le championnat d'Europe féminin d'handibasket de première division (appelée Division A), organisé par l'IWBF Europe.
La compétition a lieu à Rotterdam, sur un site différent et à une date précédant la compétition masculine de plusieurs semaines, pour la première fois depuis 2005. Les Pays-Bas, aussi championnes du Monde en titre, remettent en jeu leur titre obtenu en 2017.
Pour la première fois depuis la création de l'épreuve, soit après 15 participations de rang, l'Allemagne ne participe pas à la finale, mais prend la médaille de bronze à l'Espagne, qui revient dans le dernier carré après 12 ans d'absence, aux dépens de la France. En finale pour la première fois de son histoire, la Grande-Bretagne cède face aux Pays-Bas 52-65.

## Compétition
La compétition réunit de nouveau les six sélections nationales du dernier championnat d'Europe. 
| Sélection       | Classement Euro 2017  | Classement Mondiaux 2018 |
| --------------- | --------------------- | ------------------------ |
| Pays-Bas        | 1                     | 1                        |
| Allemagne       | 2                     | 3                        |
| Grande-Bretagne | 3                     | 2                        |
| France          | 4                     | 8                        |
| Espagne         | 5                     | 7                        |
| Turquie         | 1 · (Euro 2018 div B) | -                        |

### Tour préliminaire
Les quatre premières équipes sont qualifiées pour les demi-finales.
| # | Équipe          | Pts | G | P | Pm  | Pe  | Diff | Dép | Moy   |
| - | --------------- | --- | - | - | --- | --- | ---- | --- | ----- |
| 1 | Pays-Bas        | 10  | 5 | 0 | 322 | 195 | +127 |     | 64-39 |
| 2 | Allemagne       | 9   | 4 | 1 | 304 | 194 | +110 |     | 61-39 |
| 3 | Grande-Bretagne | 8   | 3 | 2 | 297 | 189 | +108 |     | 59-38 |
| 4 | Espagne         | 7   | 2 | 3 | 232 | 243 | -11  |     | 46-49 |
| 5 | France          | 6   | 1 | 4 | 165 | 292 | -127 |     | 33-58 |
| 6 | Turquie         | 5   | 0 | 5 | 123 | 330 | -207 |     | 25-66 |

| 30 juin     | Pays-Bas        | 59-36 | Espagne         |
| 30 juin     | Grande-Bretagne | 66-18 | France          |
| 30 juin     | Allemagne       | 59-17 | Turquie         |
| 1er juillet | France          | 31-69 | Allemagne       |
| 1er juillet | Turquie         | 22-75 | Pays-Bas        |
| 1er juillet | Grande-Bretagne | 56-29 | Espagne         |
| 2 juillet   | France          | 51-31 | Turquie         |
| 2 juillet   | Espagne         | 43-64 | Allemagne       |
| 2 juillet   | Pays-Bas        | 61-52 | Grande-Bretagne |
| 3 juillet   | Turquie         | 20-75 | Grande-Bretagne |
| 3 juillet   | Allemagne       | 51-55 | Pays-Bas        |
| 3 juillet   | Espagne         | 54-31 | France          |
| 4 juillet   | Grande-Bretagne | 48-61 | Allemagne       |
| 4 juillet   | Turquie         | 33-70 | Espagne         |
| 4 juillet   | Pays-Bas        | 72-34 | France          |

### Play-offs
Les quatre premières équipes du tour préliminaire se retrouvent dans un tableau à élimination directe pour jouer le titre. Les deux dernières se rencontrent dans un match de classement direct pour la 5e place.

#### Tableau
|  | Demi-finales        | Demi-finales        |              |    | Finale    | Finale    |
|  | Demi-finales        | Demi-finales        |              |    | Finale    | Finale    |
|  |                     |                     |              |    |           |           |
|  | 6 juillet           | 6 juillet           |              |    | 7 juillet | 7 juillet |
|  | 6 juillet           | 6 juillet           |              |    | 7 juillet | 7 juillet |
|  | (1) Pays-Bas        | 57                  |              |    | 7 juillet | 7 juillet |
|  | (1) Pays-Bas        | 57                  |              |    | 7 juillet | 7 juillet |
|  | (4) Espagne         | 31                  |              |    | 7 juillet | 7 juillet |
|  | (4) Espagne         | 31                  | (1) Pays-Bas | 65 |           |           |
|  | 6 juillet           |                     | (1) Pays-Bas | 65 |           |           |
|  |                     | (3) Grande-Bretagne | 52           |    |           |           |
|  | (2) Allemagne       | (3) Grande-Bretagne | 52           | 48 |           |           |
|  | (2) Allemagne       |                     |              | 48 |           |           |
|  | (3) Grande-Bretagne | 49                  |              |    |           |           |
|  | (3) Grande-Bretagne | 49                  | 3e place     |    |           |           |
|  |                     |                     |              |    |           |           |
|  | 7 juillet           |                     |              |    |           |           |
|  |                     |                     |              |    |           |           |
|  | (4) Espagne         | 38                  |              |    |           |           |
|  | (4) Espagne         | 38                  |              |    |           |           |
|  | (2) Allemagne       | 53                  |              |    |           |           |
|  | (2) Allemagne       | 53                  |              |    |           |           |

|  | 5e place    |    |
|  |             |    |
|  |             |    |
|  |             |    |
|  | (5) France  | 56 |
|  | (5) France  | 56 |
|  | (6) Turquie | 46 |
|  | (6) Turquie | 46 |

#### Match pour la cinquième place
| 7 juillet 2019 10h | Rapport | France                                            | 56-46                    | Turquie                              |  | Topsportcentrum Rotterdam, Rotterdam Affluence : 100 |
| 7 juillet 2019 10h | Rapport | Score par quart-temps : 12-6, 14-12, 12-15, 18-13 |                          |                                      |  | Topsportcentrum Rotterdam, Rotterdam Affluence : 100 |
| 7 juillet 2019 10h | Rapport | Score par mi-temps : 26-18, 30-28                 |                          |                                      |  | Topsportcentrum Rotterdam, Rotterdam Affluence : 100 |
| 7 juillet 2019 10h | Rapport | M. Buso, 18 O. Fall, 9 O. Fall, 6                 | Points Rebonds Passes d. | M. Ercan, 25 B. Ünal, 12 N. Çakir, 8 |  | Topsportcentrum Rotterdam, Rotterdam Affluence : 100 |

#### Troisième place
| 7 juillet 2019 12h30 | Rapport | Espagne                                          | 38-53                    | Allemagne                             |  | Topsportcentrum Rotterdam, Rotterdam Affluence : 200 |
| 7 juillet 2019 12h30 | Rapport | Score par quart-temps : 11-10, 10-19, 4-18, 13-6 |                          |                                       |  | Topsportcentrum Rotterdam, Rotterdam Affluence : 200 |
| 7 juillet 2019 12h30 | Rapport | Score par mi-temps : 21-29, 17-24                |                          |                                       |  | Topsportcentrum Rotterdam, Rotterdam Affluence : 200 |
| 7 juillet 2019 12h30 | Rapport | V. Pérez, 13 V. Pérez, 12 S. Ruiz, 10            | Points Rebonds Passes d. | M. Miller, 22 M. Miller, 9 K. Lang, 5 |  | Topsportcentrum Rotterdam, Rotterdam Affluence : 200 |

#### Finale
| 7 juillet 2019 16h | Rapport | Pays-Bas                                          | 65-52                    | Grande-Bretagne                                   |  | Topsportcentrum Rotterdam, Rotterdam Affluence : 1000 |
| 7 juillet 2019 16h | Rapport | Score par quart-temps : 17-8, 16-12, 17-13, 15-19 |                          |                                                   |  | Topsportcentrum Rotterdam, Rotterdam Affluence : 1000 |
| 7 juillet 2019 16h | Rapport | Score par mi-temps : 33-20, 32-32                 |                          |                                                   |  | Topsportcentrum Rotterdam, Rotterdam Affluence : 1000 |
| 7 juillet 2019 16h | Rapport | M. Beijer, 24 M. Beijer, 11 C. De Rooij, 11       | Points Rebonds Passes d. | L. Williams, 14 Conroy, Williams, 6 H. Freeman, 8 |  | Topsportcentrum Rotterdam, Rotterdam Affluence : 1000 |